# 유림 양복
유림 양복은 대한민국 충청남도 천안시 동남구 독립기념관에 있는, 독립운동가 유림의 양복이다. 2014년 10월 29일 대한민국의 국가등록문화재 제609호로 지정되었다.

## 개요
항일독립운동가이자 정치가인 유림(본명 유화영)이 사용한 양복이다. 독립운동가의 전형적인 의복 유형이라는 의미가 크며, 1950년대 후반 우리나라에서 생산된 초기 국산 모직물의 현물로서의 가치와 그 시대 시대상을 보여주는 귀한 자료이다.

## 같이 보기
- 유림

## 참고 자료
- 유림 양복 - 국가유산청 국가유산포털